# Aritmómetro

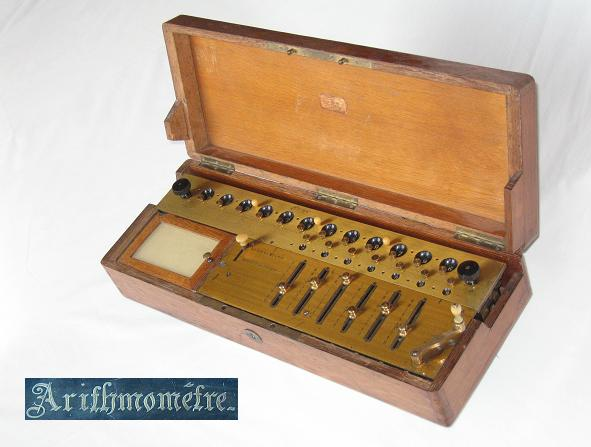
"Arithmomètre" construido por L. Payen alrededor de 1887.

El aritmómetro (Arithmometer en inglés) o calculadora mecánica fue la evolución de la máquina calculadora construida por Gottfried Leibniz en el año 1694, que se basaba en la rueda de Leibniz. Es considerado uno de los mejores inventos de la época mecánica.

## Historia
Esta máquina era capaz, a diferencia de las anteriores, de realizar las cuatro operaciones básicas (sumar, restar, multiplicar y dividir) de manera sencilla, con resultados de hasta 12 cifras. Sus defectos eran que no podía ser programada para efectuar cálculos en sucesión y que no era capaz de conservar en memoria un resultado parcial. Es importante puntualizar que estos defectos fueron resueltos con sucesivas revisiones de la máquina a lo largo del siglo XIX.
Es recordada por ser la primera calculadora comercial construida con verdadero éxito: fueron vendidos más de 1500 ejemplares (muchos para esa época) hasta casi 1930. La máquina fue desarrollada de manera que podía ser construida en serie con las nuevas técnicas mejoradas en la Revolución industrial, aunque el verdadero proceso industrial no empezó hasta 1850.
El aritmómetro fue un modelo a seguir en el siglo XIX; de hecho surgieron en ese periodo muchas imitaciones que seguían manteniendo el nombre de “aritmómetro”, que fue por tanto sinónimo de calculadora aritmética en esa época.
Fue construido en 1820 y patentado el 18 de noviembre de ese mismo año (patente número 1420) por Charles Xavier Thomas de Colmar.

## Evolución

### Buscando una solución: 1820-1851

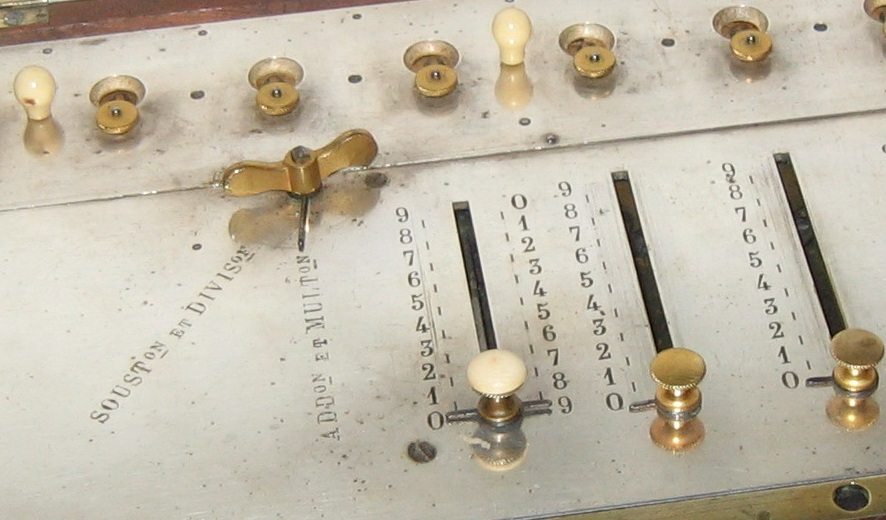
Detalle de un aritmómetro construido antes de 1851.

Los primeros aritmómetros tenían cuatro operaciones, un multiplicando que se introducía en los deslizadores de entrada y un dígito como multiplicador que se introducía tirando de una cinta, que posteriormente fue remplazada por la manivela. En este periodo de 1822 a 1844 se construyeron muy pocas máquinas.
En 1848 Thomas, participó activamente en el desarrollo de la máquina.
Alrededor de 1850 construyó magníficas máquinas con mucho detalle, algunas de ellas se ofrecieron a las coronas de Europa.
Se presentaron dos patentes entre 1849 y 1851.

### Creación de una industria: 1851-1887

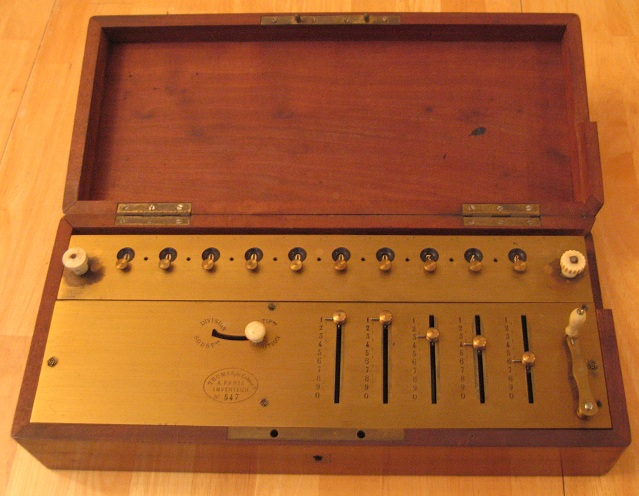
Una de las primeras máquinas con un número de serie único entre 500 y 549 (máquina de 10 dígitos) construida en 1865.

En 1851 un nuevo aritmómetro sin multiplicador se describe en el Boletín de la Sociedad para el Fomento de la Industria Nacional, se presenta al público en la Gran Exposición Universal de Londres y comienza una mayor producción industrial.
Cada máquina poseía un número de serie. Al principio, se diferenciaban por sus capacidades, lo que dio como resultado la producción de máquinas con el mismo número de serie pero con distintas capacidades. Por ello, en 1865 comenzó una nueva numeración única, independiente de la capacidad de la máquina, con 500 como el primer número de serie.
El uso constante de ciertas máquinas ocasionó algún pequeño fallo en el diseño: la retención que levantaba la placa móvil en determinadas circunstancias (se solucionó en 1856) y una rotación en los cilindros de Leibniz cuando la manivela se giraba demasiado rápido (solución Rueda de Ginebra).
En 1865 se presentó la patente con las innovaciones.
Fue durante este período cuando su simplicidad, fiabilidad y robustez ocasionó que bancos, compañías de seguros, oficinas de gobierno y muchas otras empresas de todo el mundo comenzaran a usar el Aritmómetro en sus operaciones diarias. En 1873, por primera vez en la historia de las máquinas de calcular, se superó la barrera de las 1000 máquinas construidas.
En 1880, se patentó un mecanismo para mover el carro automáticamente, y se instaló en algunos equipos, pero no se integró en los modelos de producción.

### La Edad de Oro: 1887-1915

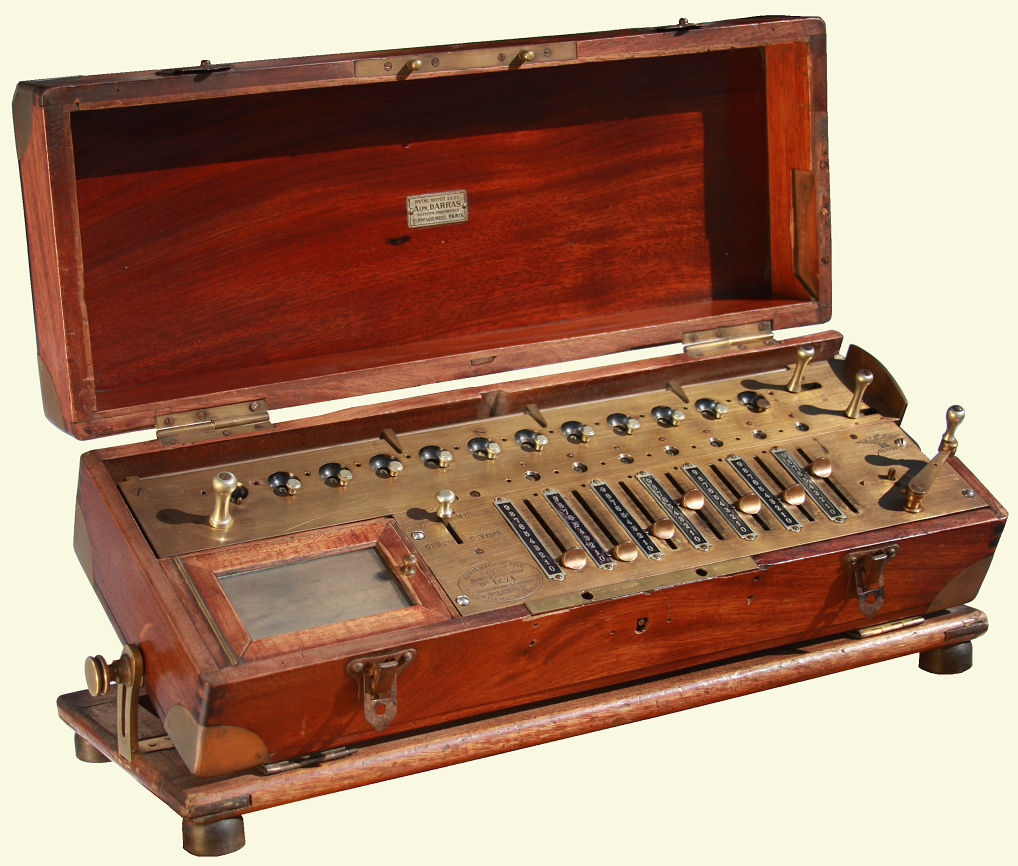
Aritmómetro construido en 1914 con casi 100 años de mejoras

Bajo la dirección de Louis Payen, y más tarde de su viuda, el Aritmómetro sufrió muchas mejoras, como las gomas mecánicas más fiables y manejables, un sistema de cajas basculantes, resultados más fáciles de leer y una cubierta extraíble.
Surgen en Alemania e Inglaterra principalmente, muchas empresas independientes que fabrican clones del Aritmómetro y las venden por todo el mundo.
Sin embargo en 1900, después de haber sido el líder de la industria durante 50 años, comienza a ser superado en volumen de producción por otras máquinas, más fácil de construir y menos costosas. Como el Comptómetro y la máquina sumadora de Burroughs.
La construcción del Aritmómetro se detuvo durante la Primera Guerra Mundial.
Las dificultades económicas y la falta de trabajadores cualificados impidieron que Alphonse Darras, que había comprado la empresa en 1915, reiniciara la producción del Aritmómetro.

## Diseño Físico
El aritmómetro es un instrumento de metal, dentro de una caja de madera.
Se divide en dos partes.

### Entrada – Control – Ejecución
En la parte inferior se sitúan los controles deslizantes que sirven para introducir el valor de los operandos.
A la izquierda hay una palanca de control para seleccionar la operación a realizar, es decir, suma, resta, multiplicación o división.
A la derecha hay una manivela para ejecutar la operación seleccionada.

### Salida – Acumulador
La parte superior del aritmómetro está compuesto por dos registros de visualización y dos botones de restablecimiento.
El registro superior contiene el resultado de la operación anterior y actúa como acumulador.
El registro inferior cuenta el número de operaciones realizadas, por tanto, muestra el multiplicador de una multiplicación y el cociente al final de una división.
Cada número del acumulador se puede ajustar individualmente con un botón situado debajo de él.
El acumulador y el contador de resultado están entre dos botones que se utilizan para restablecer los valores. El botón de la izquierda resetea el acumulador y el de la derecha el contador de operaciones.

### Rueda de Leibniz del Aritmómetro

Cilindro de Leibniz

La animación de al lado muestra una rueda o cilindro de Leibniz de nueve dientes acoplada a una rueda roja de conteo. La rueda roja está posicionada para engranar tres dientes en cada rotación. Esto sería añadir o restar 3 al contador en cada rotación. La diferencia entre sumar o restar se consigue mediante un inversor controlado con una palanca de ejecución.
El motor de un aritmómetro tiene un conjunto de ruedas Leibniz controladas por una manivela. Un giro de la manivela hace girar la rueda de Leibniz una vuelta completa.

## Operaciones

### Suma
La palanca de control o el botón de la izquierda (B), debe estar en Suma y todos los demás botones a cero.
Escribimos en los botones (A), el primer número que queremos sumar y damos una vuelta a la manivela. A continuación escribimos el segundo número a sumar y damos otra vuelta a la manivela, el total aparecerá en los orificios (C).

### Resta
La palanca de control debe estar en Resta y todo lo demás a cero.
Primero colocaremos en los orificios (A) el minuendo, dar una vuelta a la manivela, a continuación colocar el los orificios (A) el sustraendo y dar otra vuelta a la manivela, el resultado se verá en los orificios (C).

### Multiplicación
La palanca de control o el botón de la izquierda (B), debe estar en multiplicación y todos los demás botones a cero.
Por ejemplo si queremos multiplicar 100 x 25.
Se escribe el multiplicando con los botones (A) (100), y se darán tantas vueltas a la manivela como unidades tenga el multiplicador (como el multiplicador es 25 las unidades son 5, daremos 5 vueltas a la manivela) entonces se habrán multiplicado las unidades. Se saca la platina móvil de un orificio de manera que queden separadas las unidades (se lleva la platina a la derecha), operando sobre las decenas, y se dan tantas vueltas como número de unidades tengan las decenas (2) y así sucesivamente. El resultado aparecerá en los orificios (C) (2500).

### División
Estando todo a cero. Colocar la palanca de control (B) en división.
Llevar la platina a la derecha de manera que su último orificio quede encima del primer botón (A) de la izquierda. Colocar el dividendo en los orificios de la izquierda. Inscribir más abajo del dividendo con los botones (A), las cifras del divisor. Hacer girar la manivela hasta que el número de los orificios de (C), sea inferior al divisor. Cada vuelta de la manivela indica, el número de veces que la suma ha sido suprimida, por tanto será la primera cifra del cociente la que se mostrará en los orificios (D). Se baja la platina móvil una cifra (bajo la cifra siguiente) y se procede igual que antes. El cociente se mostrará en los orificios (D).